# ハロー・メリー・ルー
「ハロー・メリー・ルー」（Hello Mary Lou）は、1957年に発表されたアメリカ合衆国の楽曲「メリー、メリー・ルー」(Merry, Merry Lou)をもとにした歌曲。1961年のリッキー・ネルソンによるバージョンが、代表的な歌唱として広く知られている。

## 概要

### メリー、メリー・ルー
後にドミニコ会の神父となったケイエット・マンジアラシーナ (Cayet Mangiaracina)が書いた「メリー、メリー・ルー (Merry, Merry Lou)」という曲が、彼がピアニストをしていたスパークス (The Sparks) というグループによって1957年にデッカ・レコードで吹き込まれ、ニューオーリンズ一帯でローカルなヒットとなった。また、ビル・ヘイリーやサム・クックも、この曲を取り上げた。
後に、リッキー・ネルソンの「ハロー・メリー・ルー」（後述）が広く知られるようになると、「メリー、メリー・ルー」との類似が指摘され、程なくして、マンジアシーナの名は「ハロー・メリー・ルー」の共作者としてクレジットされるようになり、著作権使用料も支払われるようになった。

### ハロー・メリー・ルー
「ハロー・メリー・ルー」は、当初はジーン・ピットニーの単独作曲作品とされ、1960年にカントリー歌手のジョニー・ダンカンが最初に歌い、翌1961年にリッキー・ネルソンが取り上げた。
ネルソンのバージョンは、チャートの首位に立つヒットとなった「トラベリン・マン」(Imperial 5741) のB面に収められ、1961年5月28日付『ビルボード』誌のチャートで9位まで上昇した。イギリスでは。この曲はA面としてリリースされ（B面はドーシー・バーネットの「It's Late」）、2位まで上昇した。ヨーロッパにおいても、多くの国でヒット曲となり、特にノルウェーでは、14週間にわたってチャートの首位に居座った。こうした経緯から、ネルソンはこの曲の代表的な歌手となっている。
ネルソンのバージョンがヒットした後に、「メリー、メリー・ルー」との類似性が指摘され、以降この曲は、ピットニーとマンジャラシーナの共作として扱われるようになった。
ネルソンのバージョンには、後進に大きな影響を与えたジェームズ・バートンのギター・ソロが盛り込まれており、ブライアン・メイなど、後のギタリストたちによってしばしば引用されている。ピアノは、1959年11月に、それまでネルソンの常連セッション・ピアニストだったジーン・ガーフ (Gene Garf) の後任となったレイ・ジョンソン (Ray Johnson)、さらに、ベースはジョー・オズボーン (Joe Osborne)、ドラムはリッチー・フロスト (Ritchie Frost) であった。
この曲は、ネルソンの6枚目のアルバム『Rick Is 21』に収録されている。その後、1982年8月にキングレコードより再発盤され、同年のキユーピー「マヨネーズ・アメリカン」のCM使用曲とされている。

## カバー
- ザ・シーカーズ - 1968年のライブ・アルバム『Live at the Talk of the Town』に収録[8]。
- ブラウンスヴィル・ステーション - 1970年のアルバム『No BS』に収録。
- ボビー・ルイス（英語版） - 1970年のシングル。全米カントリー・トップ15入りを果たした。（このボビー・ルイスは、「Tossin' And Turnin'」のヒットで知られる同名の歌手（英語版）とは別人）
- レッド・ツェッペリン - 2003年に発表された3枚組アルバム『伝説のライヴ』に収録。録音は1972年6月。「胸いっぱいの愛を」メドレーの中で。
- クリーデンス・クリアウォーター・リバイバル - 1972年の最後のスタジオ・アルバム『Mardi Gras（英語版、ドイツ語版）』に収録。
- ファンブル（英語版、ドイツ語版） - 1972年のデビュー・アルバム『Fumble』に収録。
- ニュー・ライダーズ・オブ・ザ・パープル・セイジ（英語版、ドイツ語版、フランス語版） - 1972年のアルバム『Powerglide（英語版、フランス語版）』に収録。
- ロギンス&メッシーナ - 1975年のアルバム『So Fine（英語版）』に収録。
- The Statler Brothers - 1985年のアルバム『Pardners in Rhyme』に収録。
- クイーン - 1986年のマジック・ツアーでこの曲を演奏。1992年のライブ・アルバム『クイーン・ライヴ!!ウェンブリー1986』に収録。
- ダニエル・オドネル - 2004年のアルバム『The Jukebox Years』に収録。

この曲は、ペトゥラ・クラークによってフランス語でカバーされ（「Bye Bye Mon Amour」）、さらに（アメリカ合衆国のバンド）La Musique Populaireのアルバム『A Century of Song』では、1961年の音楽を代表する曲として取り上げられた。

### 日本語によるカバー
ザ・ピーナッツは、1961年に音羽たかしの日本語詞により「ヘロー・メリー・ルー」として、シングル「ペピト」のB面にこの曲を収録した（編曲：宮川泰 / 演奏：シックス・ジョーズ ウィズ・ラテン・リズム）。
また1962年2月発売の弘田三枝子による音源は当時シングル・カットされていなかったものの積極的にCD化されており、2018年現在入手しやすくなっている（日本語詞：みナみカズみ / 編曲：ダニー飯田）。

## 日本における著作権
JASRACに於いては2018年現在、外国作品／出典：PJ (サブ出版者作品届)   ／作品コード  0H0-2080-9 HELLO MARY LOU / GOODBYE HEART /として登録。内外含め計26組の歌手が「アーティスト」として登録されている。
本作の音楽出版者は、SONGS OF UNIVERSAL INCとSIX CONTINENTS MUSIC PUBLISHING INC。日本におけるサブ出版 はユニバーサル・ミュージック・パブリッシング Synch事業部、シンコーミュージック・エンタテイメント、ワーナー・チャペル音楽出版株式会社 Synch事業部、ヤマハミュージックエンタテインメントホールディングスの各社が持っており、出版・録音・演奏など用途で利用許諾申請の窓口が異なるため注意が必要である。